# Wilg van Rasina

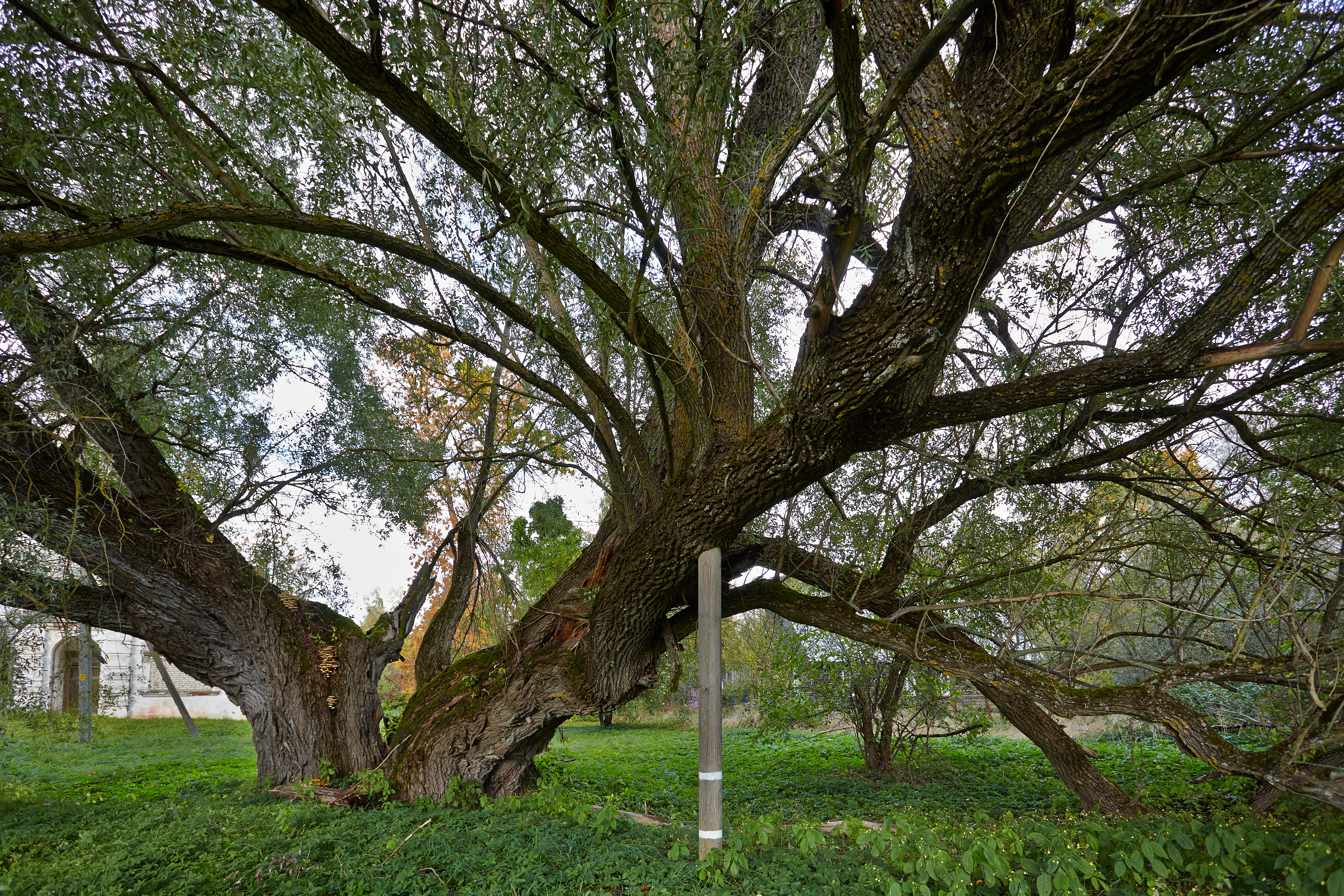
De wilg van Rasina

De wilg van Rasina (Estisch: Rasina Remmelgas) is een oude schietwilg in Rasina in Estland.
Deze wilg staat er bekend om dat het de dikste wilg van Europa is. Hij heeft een omtrek van ca. 11 meter en is ongeveer 20 meter hoog. Toch is dit een vrij jonge boom, vermoedelijk niet ouder dan 200 jaar. Omdat het een gezonde boom is verwacht men dat de stam zal blijven aandikken.
De bekendste boom van Estland is de Tamme-Lauri-eik, afgebeeld op het 10-kronenbriefje.